# Luftsport

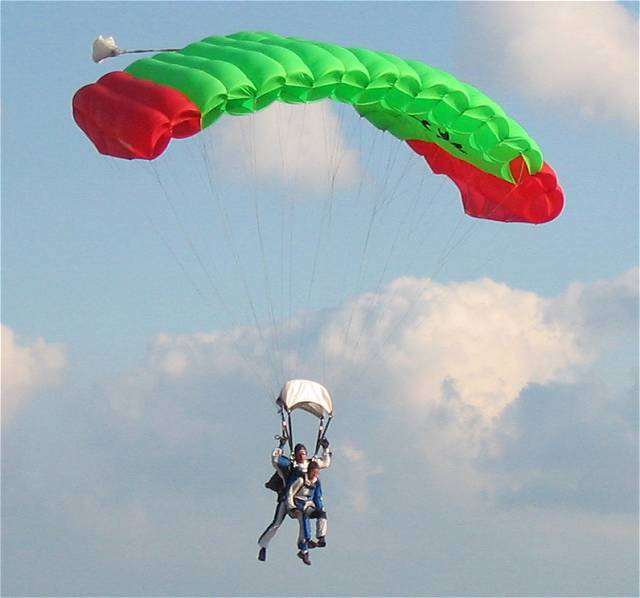
Flug mit einem Tandem-Flächenfallschirm

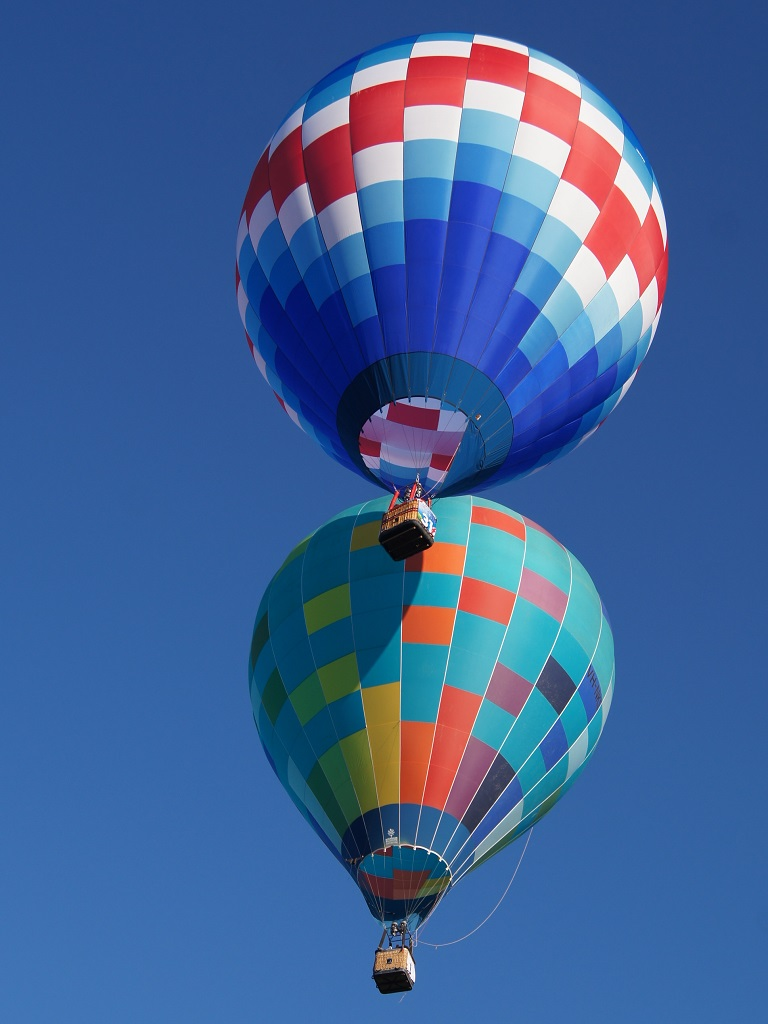
Ballonsport

Der Luftsport (auch Sportluftfahrt) ist Teil der Allgemeinen Luftfahrt und bezeichnet alle Arten von sportlichen Aktivitäten mit oder in Luftfahrzeugen sowie deren Erwerb, Betrieb und Unterhaltung.

## Disziplinen des Luftsports

### Mit Luftfahrzeugen leichter als Luft
- Ballonfahren und Ballonsport
- Heißluft-Luftschifffahren

### Mit Luftfahrzeugen schwerer als Luft

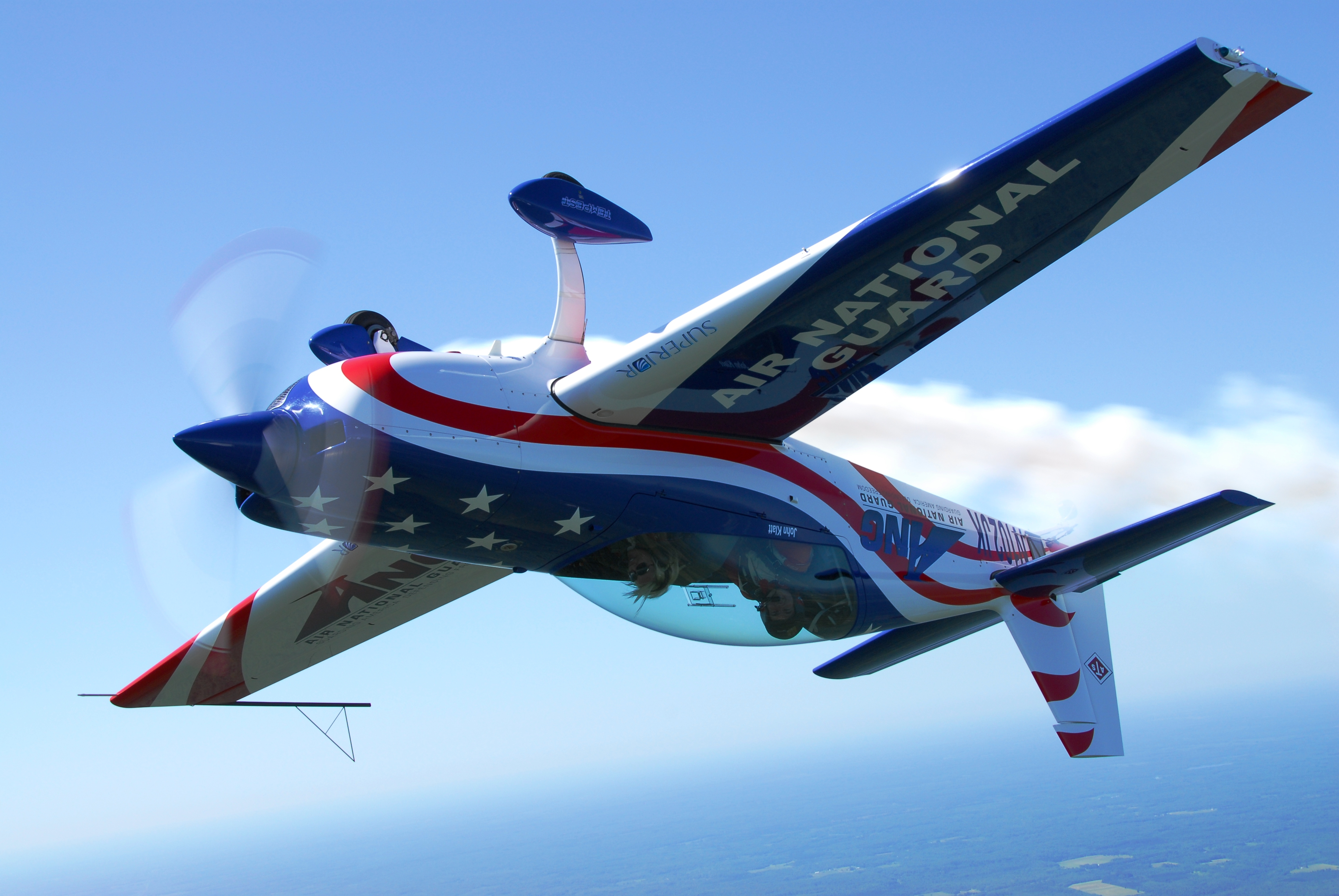
Motorkunstflug

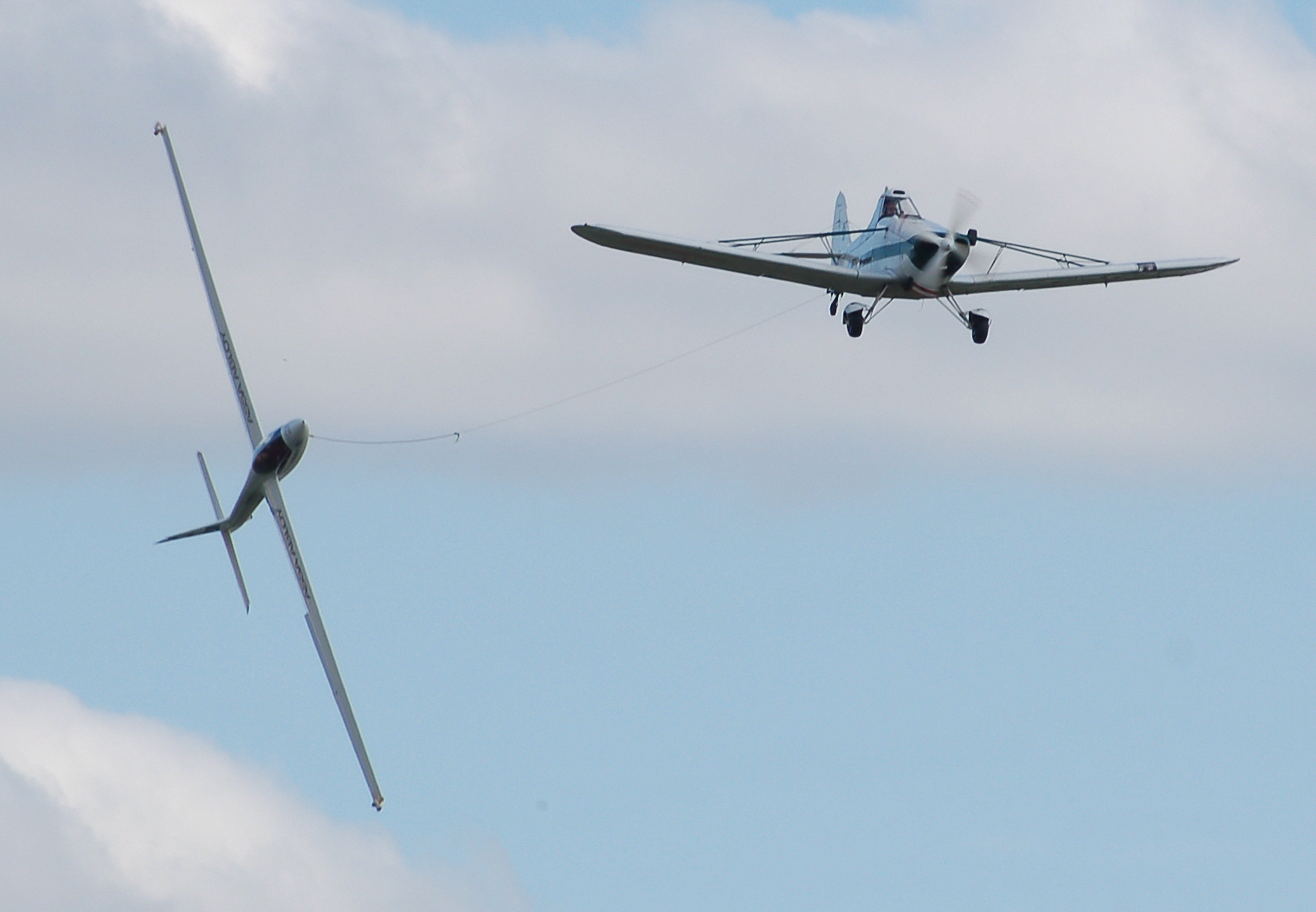
Rolle im Flugzeug-Schlepp

- mit motorisierten Flugzeugen:
  - Motorflug
  - Kunstflug

- mit Segelflugzeugen:
  - Segelfliegen
  - Streckenfliegen
  - Segelkunstflug

- mit Luftsportgeräten:
  - Gleitflugzeug-Fliegen
  - Ultraleichtfliegen
  - Drachenfliegen
  - Gleitsegeln / Gleitschirmfliegen
  - Fallschirmspringen

- Modellflug

## Organisation
Der Dachverband Fédération Aéronautique Internationale (FAI) vertritt als Mitglied der ARISF die Interessen des Luftsportes auf internationaler Ebene. Sie erstellt Richtlinien und Wettbewerbsordnungen, koordiniert internationale Wettbewerbe und ist für die Begutachtung und Anerkennung von Weltrekordversuchen zuständig.
Auf nationaler Ebene sind Luftsportler oft über lokale Luftsportvereine organisiert, die ihrerseits Mitglied nationaler Dachverbände sind. Beispiele für letztere sind der Royal Aero Club im Vereinigten Königreich oder der Aero-Club der Schweiz.

### In Deutschland
In Deutschland wird die FAI durch den Deutschen Aero Club (DAeC) vertreten. Daneben existieren zahlreiche weitere Dachverbände, die sich meist für einzelne Teilbereiche des Luftsportes zuständig fühlen:
- Deutscher Fallschirmsportverband (DFV): Fallschirmsprung
- Deutscher Freiballonsport-Verband (DFSV): Ballonfahren
- Deutscher Hängegleiterverband (DHV): Gleitschirm- und Hängegleiterflug
- Deutscher Modellfliegerverband (DMFV): Modellflug
- Deutscher Segelflugverband (DSV): Segelflug
- Deutscher Ultraleichtflugverband (DULV): Ultraleichtflug
- Deutscher Ultraleicht-Segelflugverband (DULSV): Gleitflugzeugflug
- Drachen-Club-Deutschland (DCD): Drachensport (bis 2006)
- Modellflugsportverband Deutschland (MFSD): Modellflug

### In Österreich
In Österreich wird die FAI durch den Österreichischen Aero-Club (ÖAeC) vertreten.

## Luftsport bei den Olympischen Spielen
Obwohl die FAI ein durch das Internationale Olympische Komitee (IOC) anerkannter Verband ist, war bisher keine der durch die FAI vertretenen Sportarten regulärer Teil des olympischen Programmes, obwohl es immer wieder Ambitionen gab, diese in das Programm aufzunehmen:
- Ballonfahren war eine Demonstrationssportart bei den Olympischen Sommerspielen 1900.
- Bei den Olympischen Sommerspielen 1936 war Segelfliegen ebenfalls als Demonstrationssportart vertreten.
- Mit Streckenfliegen und Punktlanden bewarb die FAI Gleitschirmfliegen als eine von insgesamt 26 Sportarten für die Aufnahme in das olympische Programm für die Olympischen Sommerspiele 2020 in Tokio[1], schaffte es allerdings nicht über die erste Bewerbungs-Phase hinaus.[2]
- Für die Olympischen Sommerspiele 2024 in Paris wurde wiederum Bodyflying beworben.[3]